# Osquidates
Les Osquidates (en latin : Oscidates) étaient un peuple aquitain ou proto-basque uniquement mentionné au Ier siècle par Pline l'Ancien.

## Localisation
Les Osquidates vivaient au pied des Pyrénées, dans les actuels départements des Hautes-Pyrénées et des Pyrénées-Atlantiques ; ils occupaient notamment la vallée d'Ossau et avaient pour voisins les Bigerrions à l'est, les Sibuzates à l'ouest, et les Presciens au nord.

## Étymologie
Leur nom est probablement composé de l'élément osci, qui se rapproche de la racine basque eusk- (qu'on retrouve notamment dans l'ethnonyme des Ausques), suivi du suffixe -dates.

## Présentation

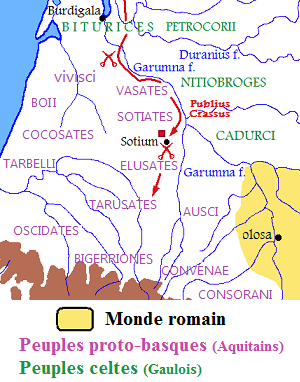
Campagne de Crassus en Aquitaine (56 av. J.-C.).

D'après le naturaliste romain Pline l'Ancien, il y avait deux sortes d'Osquidates : ceux de la montagne, les Oscidates Montani, et ceux de la plaine, les Oscidates Campestri.
Selon l'historien Paul Raymond, les Montani peuplaient les vallées de Barétous, d'Aspe et d'Ossau, tandis que les Campestri peuplaient les landes du Pont-Long, peut-être jusqu'à Bazas et Bordeaux.
Lors de la « Guerre des Gaules », les Osquidates firent probablement partie des peuples d'Aquitaine qui se rendirent en 56 ou 55 av. J.-C. à Publius Crassus, lieutenant de Jules César.
Pour le philologue Achille Luchaire, les Osquidates étaient des Basques ; à l'appui de sa thèse, il observe que les noms de lieux des vallées d'Ossau, d'Aspe et de Barétous renferment beaucoup d'éléments euskariens.

### Sources primaires
- Pline l'Ancien, Histoire naturelle, Livre IV, XXXIII. (XIX)